# 中土大陸河流列表
中土世界是J·R·R·托爾金創作的奇幻小說的世界，其中包含多條河流，以下列出部分，以名稱英文字母順序排列。
目录 A B C D E F G H I J K L M N O P Q R S T U V W X Y Z

## A
亞多河（Adorn）位於洛汗 (地名)，發源自伊瑞德尼姆拉斯（Ered Nimrais），與艾辛河合流，是洛汗旳西部邊境。亞多河在洛汗隘口（Gap of Rohan）以西約150努曼諾爾哩與艾辛河合流。
艾辛河、亞多河及伊瑞德尼姆拉斯之間的土名義上屬於洛汗，但在第三紀元，洛汗人（Rohirrim）及登蘭德人（Dunlendings）對這地區有爭議。
阿杜蘭特河（Adurant）蓋林河的支流，是歐西瑞安七河裡最南端的河流。
阿杜蘭特的意思是指「雙重水流」，因為嘉蘭島（Tol Galen）從中將阿杜蘭特河割開。
安都因河（Anduin）
阿羅斯河（Aros）多瑞亞斯南部的河流、西瑞安河的支流。這條河流發源於海姆瑞恩附近，於微光之池的西南會合西瑞安河，形成多瑞亞斯的南部邊界。
阿斯卡河（Ascar）歐西瑞安境內的一條河流，阿斯卡有「疾行」、「奔騰」的意思，是蓋林河最北端的支流，是歐西瑞安第二條河流。矮人掠奪多瑞亞斯（Doriath）後，貝倫在阿斯卡河附近殺了搶掠者，多瑞亞斯的寶藏失落在阿斯卡河，從此阿斯卡河又名拉斯羅瑞爾（Rathlóriel），「金床」。

## B
巴蘭督因河（Baranduin）
佈雷爾舍河（Brilthor）蓋林河的支流，是歐西瑞安七河裡由北至南的第五條河流。
貝松河（Brithon）法拉斯境內一條較小的河流，貝松河在北辛達語方言的意思是「多礫石的」。
布魯南河又名喧水河（Loudwater）是狂吼河的主要支流，全長215哩。

## C
卡南河（Carnen）起自鐵丘陵（Iron Hills），向南流，在鐵丘陵以南250努曼諾爾哩會合賽爾督因河，然後流入盧恩內海（Sea of Rhûn），即以往的多索尼安（Dorwinion）。
河谷鎮（Dale）王國重建後，擴大到卡南河及賽爾督因河。雖然沒有詳細地圖，沿河必定有很多人村落，作為河谷鎮和長湖鎮（Esgaroth）及森林精靈的貿易之地。
賽爾督因河（Celduin）羅馬尼安（Rhovanion）的一條河流。賽爾督因河是起自孤山（Lonely Mountain）的一條長600哩河流，向南貫穿長湖（Long Lake），與密林河會合，流經幽暗密林（Mirkwood）東部，然後向東南流經羅馬尼安東部平原，在這裡與卡南河（Carnen）合流，最後向東南蜿蜒，流向盧恩內海（Sea of Rhûn），即以往的多索尼安（Dorwinion）。
銀流河（Celebrant）西方通用語稱為銀流河（Silverlode），矮人語稱為Kibil-nâla。銀流河位於羅斯洛立安，源自迷霧山脈東部，接近凱薩督姆的東門。銀流河流經羅斯洛立安，與寧若戴爾河合流，並入安都因河。銀流河是凱勒布蘭特平原（Field of Celebrant）的北界。魔戒遠征隊沿銀流河由摩瑞亞到達羅斯洛立安。
凱勒伯斯溪（Celebros）泰格林河的一條支流，流經貝西爾森林，圖林·圖倫拔斬殺格勞龍的地點在凱勒伯斯溪會合泰格林河的附近。妮諾爾跳進溪裡自殺。
凱龍河（Celon）在貝爾蘭東部的艾莫斯谷森林流出，後來會合阿羅斯河，最後流入西瑞安河。
賽洛斯河（Celos）剛鐸（Gondor）蘭班寧（Lebennin）五河之一。賽洛斯河的發源地是伊瑞德尼姆拉斯（Ered Nimrais）。
西瑞爾河（Ciril）林萊河的支流，剛鐸（Gondor）七河之一，起源自拉密頓（Lamedon），流經卡倫貝爾（Calembel）。

## D
深溪（Deeping Stream）洛汗 (地名)的河流，由聖盔谷（Helm's Deep）流出，經號角堡（Hornburg）。
杜伊爾溫河（Duilwen）蓋林河的支流，是歐西瑞安七河裡由北至南的第六條河流。

## E
魔法溪流（Enchanted River）幽暗密林（Mirkwood）的一條河流。魔法溪流是陰暗的一條奔流，並附有睡眠魔法，源頭於幽暗密林山脈（Mountains of Mirkwood），在瑟蘭督伊（Thranduil）洞窟附近會合密林河（Forest River）。在《哈比人歷險記》裡，魔法溪流成為索林·橡木盾（Thorin Oakenshield）遠征隊的障礙。在第一紀元，愛斯卡督印河也被稱為魔法溪流。
樹沐河（Entwash）洛汗 (地名)的一條河流。樹沐河是譯自辛達林語Onodlo，其源頭位於迷霧山脈（Misty Mountains）南端的馬西德拉斯峰（Methedras）。樹沐河在離開法貢森林（Fangorn forest）後，流經洛汗平原，並向南流，將洛汗分做東西部分。在伊多拉斯（Edoras）地區會合雪界河（Snowbourn），然後向東面安都因河（Anduin）的方向流去，在拉洛斯瀑布（Falls of Rauros）以南之處會合安都因河，即樹沐河河口（Mouths of the Entwash）。摩林溪亦與樹沐河會合。大量河水的輸入形成寧道夫（Nindalf）沼澤地及死亡沼澤（Dead Marshes）。樹沐河是由法貢森林的樹人（Ents）命名，但在第三紀元，洛汗人（Rohirrim）已幾乎忘記這名稱的起源。
依魯依河（Erui）是剛鐸（Gondor）的一條河流，是中土大陸的河流，但卻不計算入剛鐸七河（Seven Rivers of Gondor）。
依魯依河發源自伊瑞德尼姆拉斯（Ered Nimrais）的明多陸安（Mindolluin），向南流經羅蕯那奇（Lossarnach）。依魯依河在米那斯提力斯（Minas Tirith）以南約100努曼諾爾哩與安都因河（Anduin）合流。
在剛鐸的皇室鬥爭裡，依魯依渡口之戰（Battle of the Crossings of Erui）發生在依魯依渡口。
愛斯卡督印河（Esgalduin）多瑞亞斯的主要河流，多瑞亞林語解作「帷幕下的河流」，源於多索尼安的丘陵地區，流經明霓國斯，最後流入西瑞安河。
愛斯卡督印河的上游有兩條不知名的河流，發源於埃雷德高格羅斯，其中一條沿多爾迪南及南杜恩戈塞布的邊界流動，另一條支流自埃雷德高格羅斯向西流出約二十哩，與首條支流合併。

## F
密林河（Forest River）幽暗密林（Mirkwood）的一條河流。
密林河是一條橫越幽暗密林北部的大河。密林河發源自伊瑞德米斯林（Ered Mithrin），流向東南，在接近瑟蘭督伊（Thranduil）洞窟的位置會合魔法溪流（Enchanted River）。在這裡，密林河向東流到長湖（Long Lake）。

## G
蓋林河（Gelion）東貝爾蘭的主要河流，小蓋林河的河源位於海姆瑞恩（Himring），大蓋林河的河源位於伊瑞德隆（Ered Luin），向南將伊斯托拉德（Estolad）分割在河西，將薩吉理安（Thargelion）分割在河東，在沙恩阿斯蘭德（Sarn Athrad）會合舊矮人路，接著流經七河之地歐西瑞安（Ossiriand），歐西瑞安的其他河流，即阿斯卡河、沙羅斯河、萊戈林河、佈雷爾舍河、杜伊爾溫河及阿杜蘭特河的河源都是在伊瑞德隆。
吉爾瑞河（Gilrain）是剛鐸（Gondor）七河及蘭班寧（Lebennin）五河之一。
吉爾瑞河源自兩條伊瑞德尼姆拉斯（Ered Nimrais）不知名河流，並向南流，於林何（Linhir）會合色尼河（Sernui）。
金利斯河（Ginglith）納羅戈河的一條支流，源頭位於威斯林山脈附近的森林，流經淌哈拉德後，金利斯河在納國斯隆德以北的二十努曼諾爾哩會合納羅戈河。
格拉頓河（Gladden）羅馬尼安（Rhovanion）的一條河流。精靈稱格拉頓河為色寧格勒（Sîr Ninglor），格拉頓河是安都因河河谷一條短卻重要的河流。格拉頓河起源自迷霧山脈（Misty Mountains）兩條不知名河流，向東流向安都因河，在格拉頓平原（Gladden Fields）會合安都因河。精靈及人類最後同盟（Last Alliance of Elves and Men）解散後，伊蘭迪爾（Elendil）的後繼人及魔戒持有者埃西鐸（Isildur），在格拉頓平原被半獸人伏擊，魔戒在格拉頓河失蹤。第三紀元期間，史圖爾族（Stoors）哈比人居住在格拉頓平原附近，史麥戈（Sméagol）長期持有魔戒。史麥戈溯源而上，消失在迷霧山脈。
薩魯曼（Saruman）大肆搜索格拉頓河，他並沒有得到魔戒，但他發現了埃西鐸的遺物。
格蘭督因河（Glanduin）伊利雅德（Eriador）的一條河流。
關絲洛河的其中一個源頭是格蘭督因河。格蘭督因河意即「疆界河」，曾經是精靈國度伊瑞詹（Eregion）。
格蘭督因河起自迷霧山脈（Misty Mountains），凱薩督姆（Khazad-dûm）以南。格蘭督因河向西流，然後向南流，再向西流，直與西朗農河（Sirannon）會合。格蘭督因河的下游及狂吼河在塔巴德（Tharbad）東北形成天鵝群（Swanfleet）沼澤。
在一些版面的中土大陸地圖，天鵝群是另一河流的名稱，但真實上，這名稱只指這沼澤。
格利垂河（Glithui）泰格林河的支流。
灰泛河（Greyflood）參見關絲洛河（Gwathló）。
灰林河（Greylin）安都因河的源頭溪流。
關絲洛河（Gwathló）又稱灰泛河（Greyflood）是伊利雅德（Eriador）中部的河流。
辛達林語稱關絲洛河，這是第二紀元的努曼諾爾人（Númenóreans）所取的名稱。關絲洛河是指陰影之河（Gwathir）。這是因為關絲洛河的北部都是敏西力亞斯（Minhiriath）的森林地帶，和南部伊寧威治（Enedwaith）的森林地帶。關絲洛河的阿登奈克語（Adûnaic）即是Agathurush。
關絲洛河的闊度足以使船隻可航行，直至格蘭督因河（Glanduin）合流之處。狂吼河會合格蘭督因河之處形成天鵝群（Swanfleet）。
努曼諾爾皇帝需要更多的木材建造船隻，努曼諾爾人在關絲洛河建立了一個巨大的港口，稱為隆得戴爾（Lond Daer）。隆得戴爾附近的樹木被砍伐，至第三紀元，這裡森林消失。
第二紀元末及第三紀元初，關絲洛河是亞爾諾（Arnor）及剛鐸（Gondor）之間的邊界。剛鐸的邊界城市塔巴德（Tharbad）建在南方大道橫越關絲洛河之處。這是關絲洛河下游唯一的渡河處。第三紀元後期，剛鐸向南撤退，亞爾諾被摧毀，塔巴德及其橋樑被廢棄及損壞，只可在塔巴德遺跡的危險淺灘渡河。

## H
哈爾南河（Harnen）剛鐸（Gondor）的一條河流，但並不屬於剛鐸七河及蘭班寧（Lebennin）五河之一。哈爾南河是具領土爭議之地哈隆鐸（Harondor）的南面邊界，而且是登丹人（Dúnedain）影響力所及之限界。哈爾南河以南是近哈拉德（Near Harad）。
哈爾南河共長600努曼諾爾哩，源自魔多（Mordor）的伊菲爾杜斯（Ephel Dúath），向西南流約350哩，然後彎向西方，奔向貝烈蓋爾海（Belegaer），在一個寬闊三角洲入海。哈拉德威治（Haradwaith）境內的南大道（Great South Road）亦在河流彎曲向西稍後之處橫渡哈爾南河。在第三紀元末，該道路被索倫追隨者佔用。
狂吼河（Hoarwell）亦叫米塞塞爾河（Mitheithel），是伊利雅德（Eriador）的一條大河。狂吼河源於迷霧山脈（Hithaeglir）北部，流經伊頓荒原（Ettenmoors），然後轉向南方。東方大道（Great East Road）橫渡狂吼河，狂吼河然後會合布魯南河（Bruinen），是伊瑞詹（Eregion）的北面邊界，在天鵝群（Swanfleet）再會合格蘭達因河（Glanduin），組成關絲洛河（Gwathló）。

## I
艾辛河（Isen）發源自迷霧山脈（Misty Mountains）南部。首先向南流經艾辛格（Isengard），然後流至伊瑞德尼姆拉斯（Ered Nimrais），接著向西曲折，流入貝烈蓋爾海（Belegaer），長約430努曼諾爾哩，是中土大陸第八長的河流。
艾辛意指「鐵」，艾辛格即「鐵要塞」。
艾辛河在洛汗隘口（Gap of Rohan）以西的約150哩處與其支流亞多河（Adorn）合流。
艾辛河和亞多河是洛汗 (地名)的邊界，但艾辛河、亞多河及伊瑞德尼姆拉斯之間的三角地帶是具爭議的地方，洛汗人（Rohirrim）及登蘭德人（Dunlendings）都宣稱擁有該地。
艾辛河在洛汗隘口形成天然的界綫，唯一可在艾辛格渡河的地方是艾辛河渡口（Fords of Isen）。第三紀元末，洛汗人在艾辛河渡口與登蘭德人及薩魯曼（Saruman）的半獸人發生多次戰役。
薩魯曼將艾辛河引離艾辛格，使艾辛格成為戰爭機器，在北面設有水閘。樹人（Ents）進攻艾辛格時，打破了水閘，使艾辛河回復原來的河道，一度淹浸艾辛格。

## L
朗威爾河（Langwell）安都因河的源頭溪流。
萊夫紐河（Lefnui）剛鐸（Gondor）七河之一。萊夫紐河的源頭在伊瑞德尼姆拉斯的斯塔克角山（Starkhorn）西南山谷，並與山脈平行地流向西南，在安德拉斯（Andrast）海角附近流入貝爾法拉斯灣（Bay of Belfalas）。
萊戈林河（Legolin）蓋林河的支流，是歐西瑞安七河裡由北至南第四條河流。
隆恩河（Lhûn）位於伊利雅德（Eriador）北部。隆恩河流入將伊瑞德隆山脈切開的隆恩灣（Gulf of Lune），即流入貝烈蓋爾海（Belegaer）。
隆恩河有三條不知名的支流，有兩條發源自伊瑞德隆，另一條源自亞爾諾都城阿努米那斯（Annúminas）以北的伊凡丁丘陵（Hills of Evendim）。隆恩河和烈酒河（Baranduin）的源頭伊凡丁湖（Lake Nenuial）並沒有闗連。
在第一紀元，隆恩河的河道與後來完全不同，詳細已不可稽考。直至憤怒之戰（War of Wrath），才出現隆恩灣，在這之前，隆恩河可能與烈酒河會合。
林萊河（Limlight）源自迷霧山脈（Misty Mountains）東部的一條溪流。林萊河原本接近樹胡（Treebeard）的居所。林萊河流經法貢森林（Fangorn forest），並流進安都因河（Anduin）。林萊河是勒布蘭特平原（Field Of Celebrant）的南面邊界，羅斯洛立安（Lothlórien）的凱勒鵬（Celeborn）及凱蘭崔爾（Galadriel）宣稱是他們領土的南部邊界。在中土歷史上，這也曾經是剛鐸（Gondor）的北部邊界，及後則是洛汗 (地名)的邊界。林萊河是精靈語，托爾金為林萊河的意思也提供了不同的說明。
利瑟爾河（Lithir）西瑞安河的支流，在西瑞安通道以南會合西瑞安河，其源頭位於威斯林山脈。
喧水河（Loudwater）參見布魯南河。

## M

電影《魔戒三部曲》裡，甘道夫及皮瑞格林·圖克橫越摩林溪。

瑪爾杜因河（Malduin）泰格林河的支流。
摩林溪（Mering Stream）洛汗 (地名)及剛鐸（Gondor）之間的邊界河。摩林溪在辛達林語叫Glanhir，是剛鐸安諾瑞安（Anórien）及洛汗東境的界綫。
摩林溪流經費理安森林（Fírien Forest），哈力費理安（Halifirien）附近，剛鐸烽火臺（Warning beacons of Gondor）之所在。
明代布河（Mindeb）西瑞安河的支流，發源於埃雷德高格羅斯，然後與另一條源自克瑞沙伊格瑞姆的不知名河流會合，成為迪姆巴（Dimbar）及南杜哥霍伯的邊界。
明代布河是奈爾多雷斯森林的西界，美麗安環帶的一部分。
米塞塞爾河（Mitheithel）參見狂吼河。
魔窟都因河（Morgulduin）位於剛鐸（Gondor）境內，源自西力斯昂哥（Cirith Ungol）。魔窟都因河流經米那斯魔窟（Minas Morgul），流向安都因河（Anduin）。魔窟都因河會合奧斯吉力亞斯（Osgiliath）來往伊菲爾杜斯（Ephel Dúath）的舊道。哈拉德道的橋樑橫渡魔窟都因河，佛羅多·巴金斯（Frodo Baggins）及山姆·詹吉（Samwise Gamgee）曾在那裡看見剛鐸國王的古雕像，那裡已被半獸人佔領，然後咕嚕（Gollum）帶領他們前往西力斯昂哥之塔。
摩頌河（Morthond）剛鐸（Gondor）七河之一。摩頌河始自伊瑞德尼姆拉斯（Ered Nimrais）亡者之路（Paths of the Dead）末段丁默山（Dwimorberg）的南端，流經古老的伊瑞奇（Erech）堡壘及皮那斯傑林（Pinnath Gelin）。摩頌河在會合支流Calenhir後進入艾德西隆得（Edhellond）的海域。
亞拉岡（Aragorn）及其伙伴通過亡者之路進入摩頌河河谷，沿河抵達伊瑞奇，前往剛鐸南部。

## N
納羅戈河（Narog）貝爾蘭西部的主要河流，發源於威斯林山脈的艾佛林湖（Pools of Ivrin），先向南流，然後折向東南，流經安德蘭姆（Andram），在塔斯仁谷（Nan-Tathren）會合西瑞安河，這裡距離西瑞安河口（Mouths of Sirion）不遠。支流有北方的金利斯河及塔烏爾恩法羅斯（Taur-en-Faroth）內的朗威爾河。
納羅戈河的西岸、朗威爾河會合納羅戈河以南是芬羅德·費拉剛要塞納國斯德隆的所在。
圖林·圖倫拔勸歐洛隹斯在納羅戈河上築橋，歐隹洛斯從之，但卻導致納國斯德隆淪亡，格勞龍得以從橋樑進入納國斯德隆。
寧菈萊絲河（Nen Lalaith）多爾露明的一條溪流，源於威斯林山脈的阿蒙達斯勒（Amon Darthir）附近，流經胡林家。
內恩寧河（Nenning）法拉斯境內的一條河流，源頭位於西北，威斯林山脈以南。內恩寧河向伊葛拉瑞斯特港口的方向流去，流入貝烈蓋爾海。
寧若戴爾河（Nimrodel）這條河是以羅斯洛立安（Lothlorien）一位精靈為名。
寧若戴爾是安羅斯（Amroth）的戀人，安羅斯是最後一位西爾凡精靈（Silvan Elf）首領。寧若戴爾居住在近河的樹屋裡。III-1981年時，當炎魔（Balrog）在摩瑞亞（Moria）甦醒，非常接近摩瑞亞的羅斯洛立安的精靈們都開始南逃，寧若戴爾準備逃到艾德西隆得（Edhellond），她的戀人在那裡等待她，並準備離開中土大陸，前往維林諾（Valinor），但是寧若戴爾及其同伴在伊瑞德尼姆拉斯（Ered Nimrais）迷途。
米斯瑞拉斯（Mithrellas）是西爾凡精靈，寧若戴爾的同伴，她和寧若戴爾一同逃離羅斯洛立安。她在迷途後嫁給努曼諾爾人因瑞澤爾（Imrazôr），生下兒子加拉多（Galador）及女兒Gilmith。其後，米斯瑞拉斯悄悄離去，沒有人知道她的下落。
寧若戴爾及安羅斯雙雙失蹤後，該河以她的名字命名。寧若戴爾河始於勒布迪爾（Celebdil）下的迷霧山脈（Misty Mountains）山麓，流經羅斯洛立安並會合銀流河。
納都爾河（Nunduinë）昆雅語意思是西方之河，起源於米涅爾塔馬山西面，結束於尼西馬鐸海灣和納都隆爾避風港附近。參見精靈寶鑽及努曼諾爾帝國。

## P
波羅斯河（Poros）
位剛鐸（Gondor）以南，是具領土爭議之地哈隆鐸（Harondor）的北面邊界，而且是伊西力安 （Ithilien）的南面邊界。在第三紀元後期，波羅斯河是剛鐸南面邊界。
波羅斯河全長400努曼諾爾哩，發源於魔多（Mordor）的伊菲爾杜斯（Ephel Dúath），向西南流出約300哩，然後彎向北會合安都因河（Anduin）。
哈拉德道（Harad Road）橫渡波羅斯河。

## R
拉斯羅瑞爾（Rathlóriel）詳見阿斯卡河。
林羅河（Ringló）剛鐸（Gondor）七河之一。林羅河是由兩條發自伊瑞德尼姆拉斯（Ered Nimrais）的不知名河流組成，向貝爾法拉斯（Belfalas）蜿蜒。林羅河流經剛鐸城市Ethring，並經搭洛斯（Tarnost）北部，會合西瑞爾河，流入艾德西隆得（Edhellond）。
林威爾河（Ringwil）納羅戈河的支流，起自納國斯隆德的山丘，流經納國斯隆德的北方。
林威爾河會合納羅戈河的位置建有秘密通道。露西安被凱勒鵬及庫路芬軟禁時，她就是經這秘密通道逃走。
瑞維爾河（Rivil）西瑞安河的支流，起自多索尼安，向西北流，在塞瑞克沼澤會合西瑞安河。
在《精靈寶鑽》裡，這河流兩次被提及，首次提及是與貝倫有關的。半獸人在瑞維爾河源頭紮營，他們殺了貝倫的父親巴拉漢，貝倫在此地攻擊半獸人，奪回巴拉漢之戒後逃遁。
第二次是在尼南斯·阿農迪亞德戰役時期，胡林及胡爾的撤退是這樣形容的：「他們是一步一步的退，直到他們退過了塞瑞克沼澤，看著瑞維爾河在他們眼前流過。在那裡，他們一步再也不退了。」

## S
西瑞斯河（Sirith）是蘭班寧（Lebennin）五河之一，在佩拉格（Pelargir）會合安都因河（Anduin）。
西瑞安河（Sirion）貝爾蘭的主要河流，詳見西瑞安河。

## T
泰格林河（Taeglin）西瑞安河的支流 ，起自威斯林山脈的南部，向東南流，聚合格利垂河及瑪爾杜因河，流經貝西爾的南面，再流經一個叫卡貝得恩阿瑞斯（Cabed-en-Aras）的峽谷，聚合凱勒伯斯溪，接著在多瑞亞斯旳邊界流入西瑞安河。
河上有一條通過泰格林河的通道，在貝西爾的西界附近。那條路由納國斯隆德通往米那斯提力斯，主要的支流有凱勒伯斯溪及瑪爾杜因河，接近凱勒伯斯溪的河岸正是圖林·圖倫拔遇見格勞龍的所在。
在《精靈寶鑽》及一些早期著作裡，泰格林河被寫成泰戈林河（Teiglin）。《中土世界的歷史》解釋，河名應是泰格林河，但卻不被精靈寶鑽的編者克里斯托夫·托爾金採用。
沙羅斯河（Thalos）蓋林河的支流，位於歐西瑞安，是歐西瑞安七河裡由北至南的第三條河流。沙羅斯河發源自伊瑞德隆。芬羅德·費拉剛（Finrod Felagund）在沙羅斯河遇到第一位進入貝爾蘭的人類。

## W
柳蘇河（Withywindle）位於老林（Old Forest），柳蘇河是巴蘭督因河（Baranduin）的支流，發源自古墓崗（Barrow-downs），流經湯姆·龐巴迪（Tom Bombadil）之家。